# Andrea Curiale
Andrea Curiale foi um prelado católico romano que serviu como bispo de Lettere-Gragnano (1503–1517).

## Biografia
No dia 7 de julho de 1503, Andrea Curiale foi nomeado bispo de Lettere-Gragnano durante o papado de Alexandre VI, e serviu até à sua renúncia em 1517.